# Master Blaster
Master Blaster – niemiecki zespół tworzących muzykę dance, w którego w skład wchodzi dwóch DJ-ów, Sasha van Holt oraz Mike de Ville.
Były członek zespołu to Rico Bass, który odszedł w 2005 roku do innej grupy – Vinylshakerz. Zasłynęli takimi utworami jak: Hypnotic Tango, Ballet Dancer, How Old R U, Dial My Number do których zostały zrealizowane teledyski.
Znani ze współpracy z osobami: Turbo B, Michelle Branch czy Hilary Duff.
Dotychczas wydali trzy albumy oraz wiele remixów.

## Albumy
| Rok wydania | Tytuł albumu        |
| ----------- | ------------------- |
| 2003        | We Love Italo Disco |
| 2007        | Put Your Hands Up   |
| 2009        | Come Clean          |